# Ломоносовы
Ломоносовы — старинный русский дворянский род, восходящий к первой половине XVII века.
Один из ярких представителей этого рода — Сергей Григорьевич (1799—1857), посланник в городе Гааге.
Род был внесён Губернским дворянским депутатским собранием в VI часть дворянской родословной книги Тамбовской губернии Российской империи и был утверждён Герольдией Правительствующего Сената в древнем (столбовом) дворянстве.

## Описание герба
В серебряном щите червлёное сердце, пронзённое снизу в левую сторону золотым восточным мечом.
Щит увенчан дворянским коронованным шлемом. Нашлемник: растение Ломонос между двух чёрных орлиных крыльев. Намёт: червлёный, подложен справа серебром, слева золотом. Щитодержатели: два золотых льва с червлёными глазами и языками. Герб дворянского рода Ломоносовых был записан в Часть XVI Общего гербовника дворянских родов Всероссийской империи, страница 21.

## Известные представители
- Ломоносов Фёдор Иванович — московский дворянин (1694).
- Ломоносов Семён Иванович — московский дворянин (1695)[3].
- Ломоносов, Константин Николаевич (1838—после 1917) — земский деятель, член III Государственной думы от Тамбовской губернии